# 彭堃墀
彭堃墀（1936年8月25日—），男，原籍四川广元，生于江苏镇江，中国光学专家。现任山西大学光电研究所所长、教授，量子光学与光量子器件国家重点实验室学术委员会副主任。

## 生平
1961年毕业于四川大学物理系。
1982年至1984年在美国德克萨斯大学，参加了世界最早光场压缩态产生实验研究前期工作，在Kimble实验室研制成“高输出稳频YAG激光器”。 
1988年至1989年在美国加州理工学院完成用双KTP晶体经OPO参量下转换首次证实量子相干性和连续变量的EPR佯谬。 
1991年至2000年担任山西大学校长。2003年当选为中国科学院院士。

## 社会兼职
中国物理学会理事，中国物理学会量子光学专业委员会副主任，国家自然科学基金委信息科学部光学II组评审专家及信息科学部第二届专家咨询委员会委员西省物理学会理事长，美国光学学会特殊资格会员（OSA  FELLOW），《量子光学学报》主编。

## 学术贡献
1985年起主持建立量子光学实验室（现为国家重点实验室），开展量子光学、量子信息及固体激光技术等领域的实验与理论研究工作，在非经典光场的产生及应用，特别是在连续变量量子信息的研究中完成一系列原创性的工作，同时进行了全固化稳频倍频Nd:YAG、Nd:YVO4及Nd:YAP激光器的研制及开发。20世纪90年代初，主持完成了正交双模压缩真空态光场产生实验，设计和研制了新的YAP/KTP 系统，在由α - 切割KTP 晶体构建的半整块光学参量振荡腔内，实现了Ⅱ类非临界相位匹配光学参量下转换，用同一系统获得两类压缩态光场，全部技术指标达当时国际最好水平；先后研制完成半导体激光器（LD）泵浦全固化单频Nd:YAG，Nd:YVO4及Nd:YAP 激光器，总体水平属国际先进，并形成产品，为非经典光场产生及应用研究提供了良好的光源。近年来，领导研究组在量子信息领域取得一系列原创性成果：实验获得明亮EPR纠缠光束，完成了连续变量量子密集编码实验，设计了连续变量量子保密通讯方案，并利用三组份纠缠实现了连续变量的可控密集编码，2004年实验实现了连续变量无条件量子纠缠交换，为量子网络的研究奠定了良好基础。

## 奖项和荣誉
中华全国总工会授予“全国优秀教育工作者”称号和“五一劳动奖章”，国家人事部授予“中青年有突出贡献专家”称号，山西省委省政府授予“科技功臣”、“优秀领导干部”等荣誉称号。曾获2006年度国家自然科学二等奖，2002年度国家技术发明二等奖，2003年何梁何利基金科学技术进步奖，2005年山西省科技杰出贡献奖，2007年“十五”期间太原市科技杰出贡献奖，以及其它省部级奖励20余项，发明专利2项。发表论文150余篇。